# Buck Clarke
William Lewis Clarke (2 de outubro 1933 - 11 de outubro de 1988 em Los Angeles) foi um percussionista de jazz americano que tocou com Freddie Hubbard, Herbie Hancock, Les McCann e Russ Freeman, Gerald Albright, Jimmy Smith e outros. Ele também tocou no Montreux Jazz Festival em 1968. Os vários estilos musicais de Clarke incluem soul, funk e jazz contemporâneo, com uma perspectiva afrocêntrica.

## Vida e carreira
Ele nasceu em Washington, DC em 2 de outubro de 1933. Em tenra idade, ele começou a trabalhar em uma loja de placas de sinalização. Um dos pais de seu chefe era primo de Duke Ellington. Naquela época, seu chefe começou a tocar jazz para Clarke, de 15 anos, o que o chamou a atenção ao ouvir músicos de jazz como Duke Ellington, Oscar Peterson, Allen Jones e Dizzy Gillespie. Clarke muitos interesses, quando jovem, ficaram ainda mais sérios ao ver que ele era "viciado em Jazz", ele finalmente teve uma oferta de emprego no clube D.C., onde aprendeu a tocar congas. Um de seus primeiros shows foi em um show chamado "Jig Show", onde Clarke se apresentava tanto quanto dançarinos e comediantes. Ele viajaria por todo o mundo, indo para lugares como Nova Orleans, onde descobriu pela primeira vez tocar rumba. Muitos outros tentaram incentivar o jovem Clarke a tocar "instrumentos reais", mas sua posição era a bateria de bongô.
Quando ele tinha 16 ou 17 anos, ele brincou com o falecido Charlie Parker. Clarke expressou seus sentimentos ao se apresentar com a banda de Wess Anderson, The Washingtonians, que incluía Eddie Jones e Charlie Parker, dizendo que Clarke "ficou abalado e enlouquecido". Ele tocou com Art Blakey's e New York Jazz Messengers aos 19 ou 20 anos de idade. Ele também foi membro de uma banda de oito membros para fazer parte de sua educação em aprender a tocar em uma banda.
Clarke sofria de diabetes que lhe custou a perna. Ele morreu em 11 de outubro de 1988 em Los Angeles.

## Discografia
- 1960: Cool Hands (Offbeat)

- 1961: Drum Sum (Argo)

- 1963: The Buck Clarke Sound (Argo)

- 1988: Hot Stuff! (Full Circle)